# Wickeln (Kind)

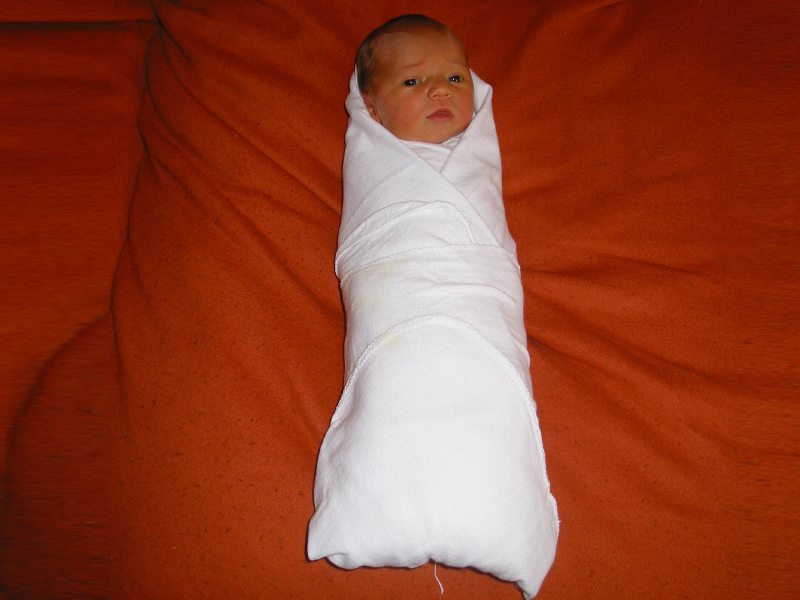
Gewickeltes Baby

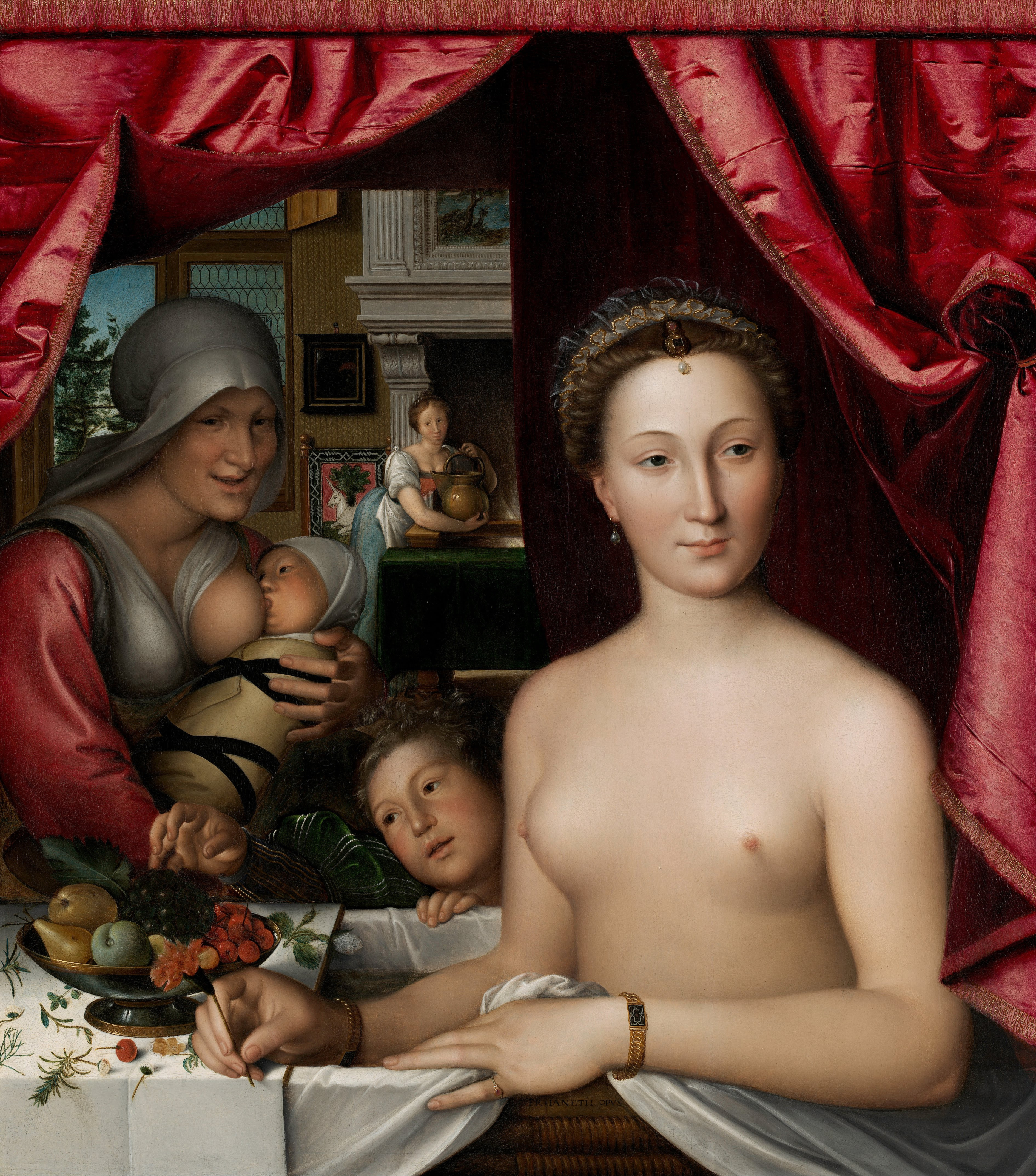
Diana von Poitiers nach einem Gemälde von François Clouet; links eine Amme mit Wickelkind, 1570

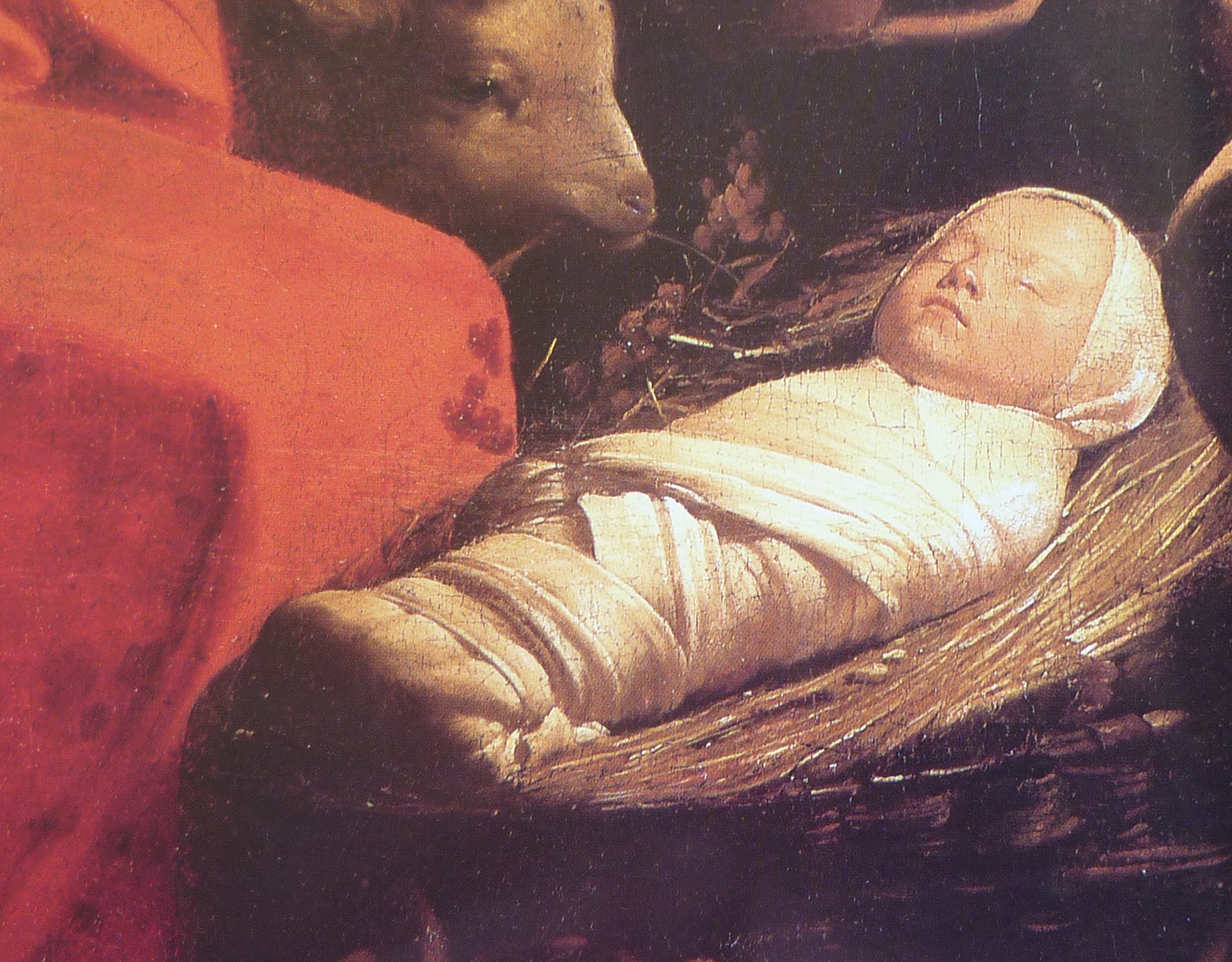
Gewickeltes Jesuskind; Detail der Anbetung der Hirten von Georges de la Tour (ca. 1644)

Als Wickeln, auch Fatschen (oder Faschen, von lateinisch fascis ‚Bündel‘), bezeichnet man eine jahrtausendealte Praxis der Säuglingspflege. Dabei wird das Baby fest mit Stoffbinden umwickelt, so dass es sich nicht mehr bewegen kann. Es wird dann als „Wickelkind“ bezeichnet. Dieses stramme Einbinden nennt man im Englischen tight swaddling – also strammes Wickeln – oder swathing. Im Deutschen bürgert sich derzeit die Bezeichnung Pucken für diese Praxis ein, wobei meistens stark modifizierte Versionen der ursprünglichen Methode gemeint sind. Traditionell wurde das Kind mehrere Monate lang eingewickelt, auch eine Dauer von etwa einem Jahr kam vor.
Festes Wickeln war in zahlreichen und sehr unterschiedlichen Kulturen üblich und ist heute noch sehr weit verbreitet. Verbreitungsschwerpunkte sind Osteuropa, Russland, China, der Nahe Osten sowie Nord- und Südamerika (bei indigenen Gruppen). Die Praxis ist in Afrika südlich der Sahara offenbar unbekannt.

## Psychische und physiologische Wirkungen des modernen Wickelns
Die heutigen Einstellungen und Bewertungen dieser Pflegepraxis sind äußerst unterschiedlich, insbesondere bezogen auf die Anwendung des Wickelns bei normalentwickelten Babys. In der Ratgeberliteratur wird Wickeln verschiedentlich zur Beruhigung des Babys empfohlen, während der Kindheitshistoriker Lloyd deMause es als extrem schädlich für die emotionale Entwicklung des Kindes einschätzt. Ein Standardwerk zur Diagnostik und Therapie von Regulationsstörungen bei Säuglingen erwähnt die Maßnahme Wickeln nicht.
Zwei Studien zu indianischen Kulturen ergaben, dass festes Wickeln im Wiegenbrett (englisch: cradleboard) über einen Zeitraum von etwa einem Jahr nicht den Laufbeginn verzögerte. Im Gegensatz dazu lieferte eine japanische Studie Hinweise auf eine Verzögerung des Laufbeginns durch Wickeln. Eine Studie an albanischen Kindern zeigte hierzu passend eine deutliche Verzögerung des Beginns des Kriechens und ebenso der feinmotorischen Entwicklung durch Wickeln. Es besteht also ein wissenschaftlicher Klärungsbedarf in Bezug auf die Auswirkung des monatelangen strammen Wickelns auf den Laufbeginn von Kleinkindern. Die Beeinflussung höherer psychischer Funktionen, wie beispielsweise der Entwicklung des Selbsts oder des Bewirkungserlebens, sind insgesamt sehr unzureichend erforscht. Das gilt ebenso für emotionale Langzeitfolgen des Wickelns.
Heutige medizinische und psychologische Studien zum Wickeln beziehen sich fast immer auf eine modifizierte Form dieser Praxis mit enger zeitlicher Begrenzung, meist ausgeführt unter ärztlicher Aufsicht. Heutiges Wickeln im Westen wird meist in modifizierter Form an frühgeborenen Kindern ausgeführt. Aber auch normal entwickelte Neugeborene werden mitunter stramm gewickelt, worauf Hinweise in der Ratgeberliteratur zur Babypflege deuten. Oft dient als Begründung für diese Maßnahme die empirisch gut belegte Tatsache, dass gewickelte Babys motorisch ruhiger sind und mehr schlafen als ungewickelte Babys. Durch Wickeln wird der Anteil des Non-REM-Schlafs (quiet sleep) erhöht, ebenso die gesamte Schlafdauer. Die Wirkung des Wickelns auf die Regulationsstörung Exzessives Schreien ist nur kurzfristig höher als die klassische Behandlung dieses Problems durch Einführung von mehr Regelmäßigkeit in den Tagesablauf des Kindes. Insofern rechtfertigt dieser Effekt nicht die unbekannten Risiken, die das Wickeln birgt.

### Wickeln und plötzlicher Kindstod
Die Auswirkungen des Wickelns auf den plötzlichen Kindstod (Sudden Infant Death Syndrome, SIDS) sind umstritten. Vom plötzlichen Kindstod, der häufigsten Todesursache bei Babys nach der Neugeborenenphase, spricht man, wenn der Tod eines Kindes eintritt, ohne dass dafür eine medizinische Erklärung gefunden werden kann. Der Tod tritt meist während des Schlafs ein. Pädiater fanden heraus, dass das Schlafen des Babys auf dem Bauch einen Risikofaktor beim plötzlichen Kindstod darstellt. Daher wurde das Schlafen der Babys in Rückenlage propagiert, und in der Folge ging die Zahl plötzlicher Kindstode stark zurück. Da Wickeln die Bewegungsmöglichkeiten des Babys fast völlig einschränkt, wurde von Pädiatern empfohlen, Babys zu wickeln und in Rückenlage schlafen zu lassen. Das Wickeln selbst wird nicht als protektiver Faktor beim plötzlichen Kindstod angesehen. Wickeln erhöht sogar das Risiko, wenn Babys zudem in der Bauchlage schlafen; es verringert das Risiko, wenn sie in der Rückenlage schlafen. Eine neuere empirische Studie zeigt, dass Wickeln ein Risikofaktor für den plötzlichen Kindstod sein kann. Die Gefahr der Überwärmung des Kindes ist durch Wickeln erhöht, insbesondere wenn das Baby an fiebrigen Infekten erkrankt. In der Literatur wird ein Fall beschrieben, bei dem ein gewickeltes Kind durch Überwärmung zu Tode kam. Und auch dieser Überwärmungseffekt wirkt sich negativ auf das Risiko des plötzlichen Kindstodes aus.

### Empirisch nachgewiesene negative Wirkungen des Wickelns
Empirisch nachgewiesene negative Wirkungen des Wickelns beziehen sich auf folgende Probleme:
- Traditionelle Formen des Wickelns erhöhen das Risiko für Hüftdysplasie[21]
- Das Risiko an Atemwegsinfektionen zu erkranken war in einer Studie um das Vierfache erhöht[22]
- Durch das lange ruhige Liegen besteht die Gefahr der Abplattung des Hinterkopfs[23]
- Wickeln führt bei normal entwickelten Babys zu einer verspäteten Gewichtszunahme nach der Geburt.[24]  Dieser Effekt wird von den Autoren der Studie auf den verringerten direkten Hautkontakt zwischen Baby und Mutter zurückgeführt
- Mütterliches Beziehungsverhalten, affektive Zuwendung und Gegenseitigkeit werden durch Wickeln nachhaltig erschwert, wie anhand einer Untersuchung von Mutter-Kind-Dyaden bei einjährigen Babys festgestellt wurde[25]
- Wickeln geht mit verringertem Körperkontakt zwischen Kind und Mutter einher.[26]

### Reaktionen der Babys auf Wickeln
Die Reaktionen der Babys auf das Gewickelt-Werden sind unterschiedlich: Viele wehren sich zunächst gegen das Gewickelt-Werden, geben aber dann schnell auf und werden passiv. Sowohl Weinen außerhalb des Cradleboards kommt vor, als auch Verweigern des Cradleboards nach längerer Zeit außerhalb.

### Wickeln bei frühgeborenen Babys
Wickeln bei frühgeborenen Babys wird anders ausgeführt als traditionelles Wickeln. Frühgeborene Babys weisen aufgrund ihrer physiologischen Unreife (insbes. von Lungen, Nieren und Herz) eine ganze Reihe massiver medizinischer Probleme auf. Ihr motorischer Entwicklungsrückstand ist mitunter beträchtlich, und sie ermüden schnell. In den Frühgeborenenstationen werden zahlreiche medizinische Interventionen ausgeführt, um das Leben dieser winzigen Kinder zu erhalten und zu erleichtern.
Das „Wickeln“ dieser Frühchen (very low birth weight infants, VLBW infants) erfolgt sehr locker und dient dazu, die schwachen und wenig beweglichen Arme am Körper des Kindes zu halten. Infolge dieser Hilfe kann das frühreife Baby gewisse Bewegungen ausführen. Ziel dieser Wickelform ist also die Erleichterung von Bewegungen. Daher ist diese Form des „Wickelns“ vom eigentlichen Wickeln zu unterscheiden. Die extrem retardierte motorische Entwicklung dieser Kinder erfordert die Simulation des zuvor „schwerelosen“ Zustands der Arme im wässrigen Medium des Uterus. Daher werden die Arme der Kinder in Beugung (nicht in Streckung wie bei Soranus beschrieben) gewickelt, die Hände nahe am Mund platziert. Diese Position erlaubt die Selbstberuhigung, etwas, was bei gewöhnlichem Wickeln gerade verhindert wird.

## Geschichte des Wickelns

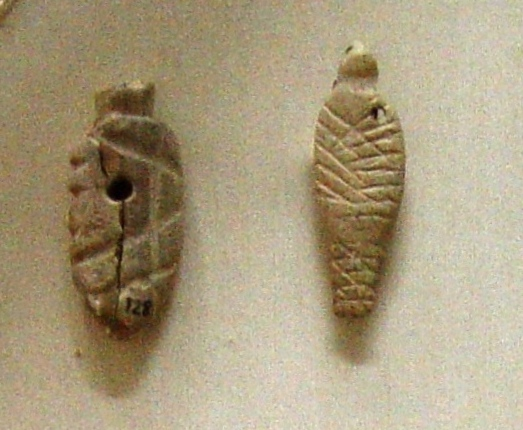
Gewickelte Kinder. Schmuck und Grabbeigaben aus Agia Triada (Kreta), Vorpalastzeit, 2600–2000 v. Chr., Heraklion (Iraklion), Kreta. Archäologisches Museum Heraklion

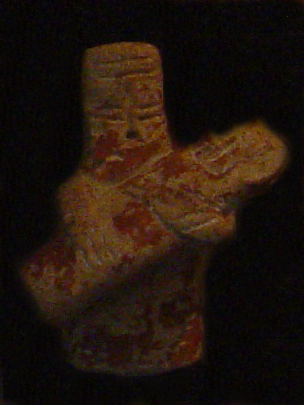
Idol mit Wickelkind, 2500–1950 v. Chr. (Bronzezeit), Terrakotta mit rotem, poliertem Überzug aus Hagia Paraskevi, Zypern, Badisches Landesmuseum Karlsruhe

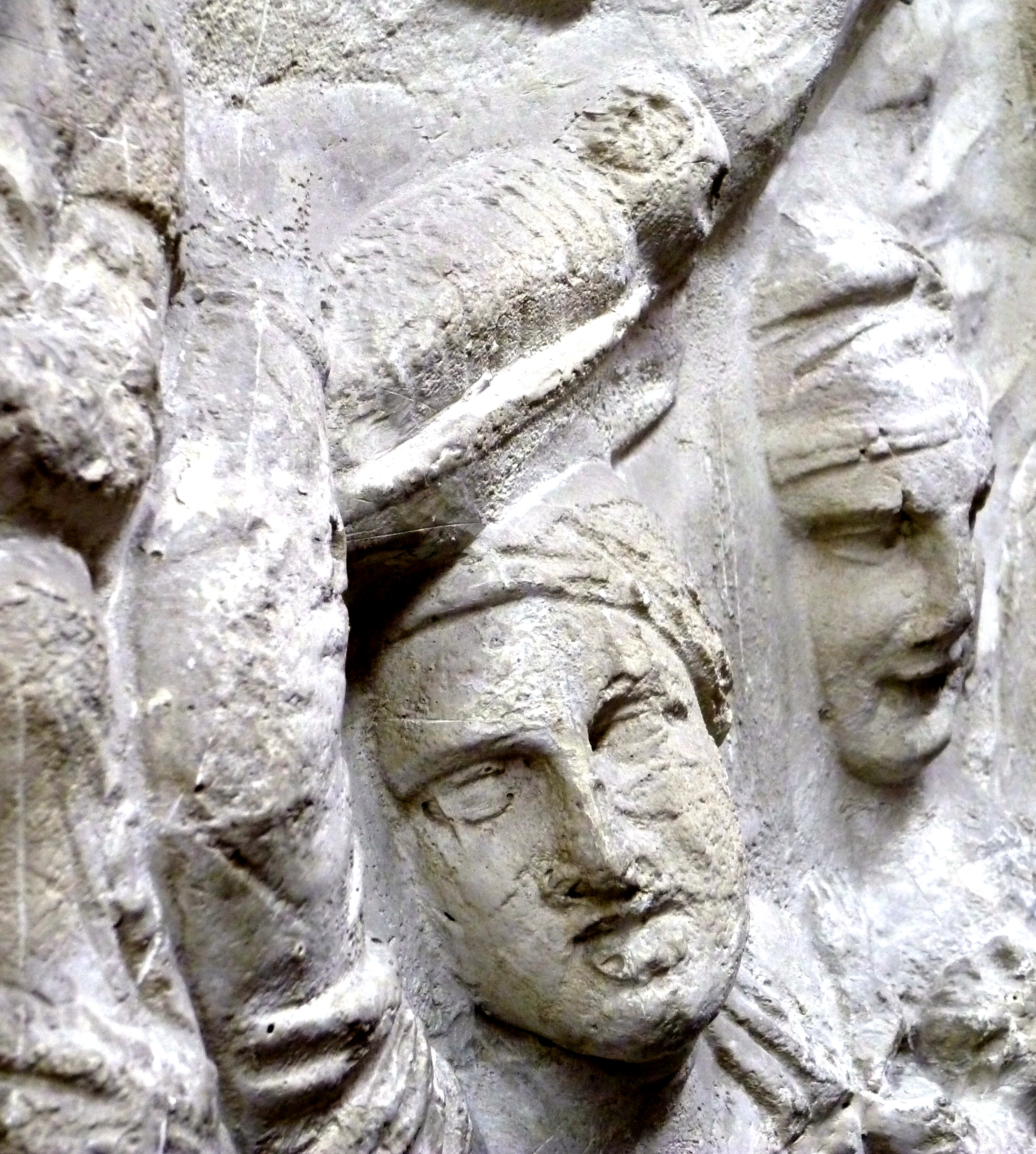
Dakisches Wickelkind und Mutter, 113 n. Chr., Trajanssäule, Rom, nach einer Gipskopie aus dem 19. Jh., (Museo della Civiltà Romana, Rom)

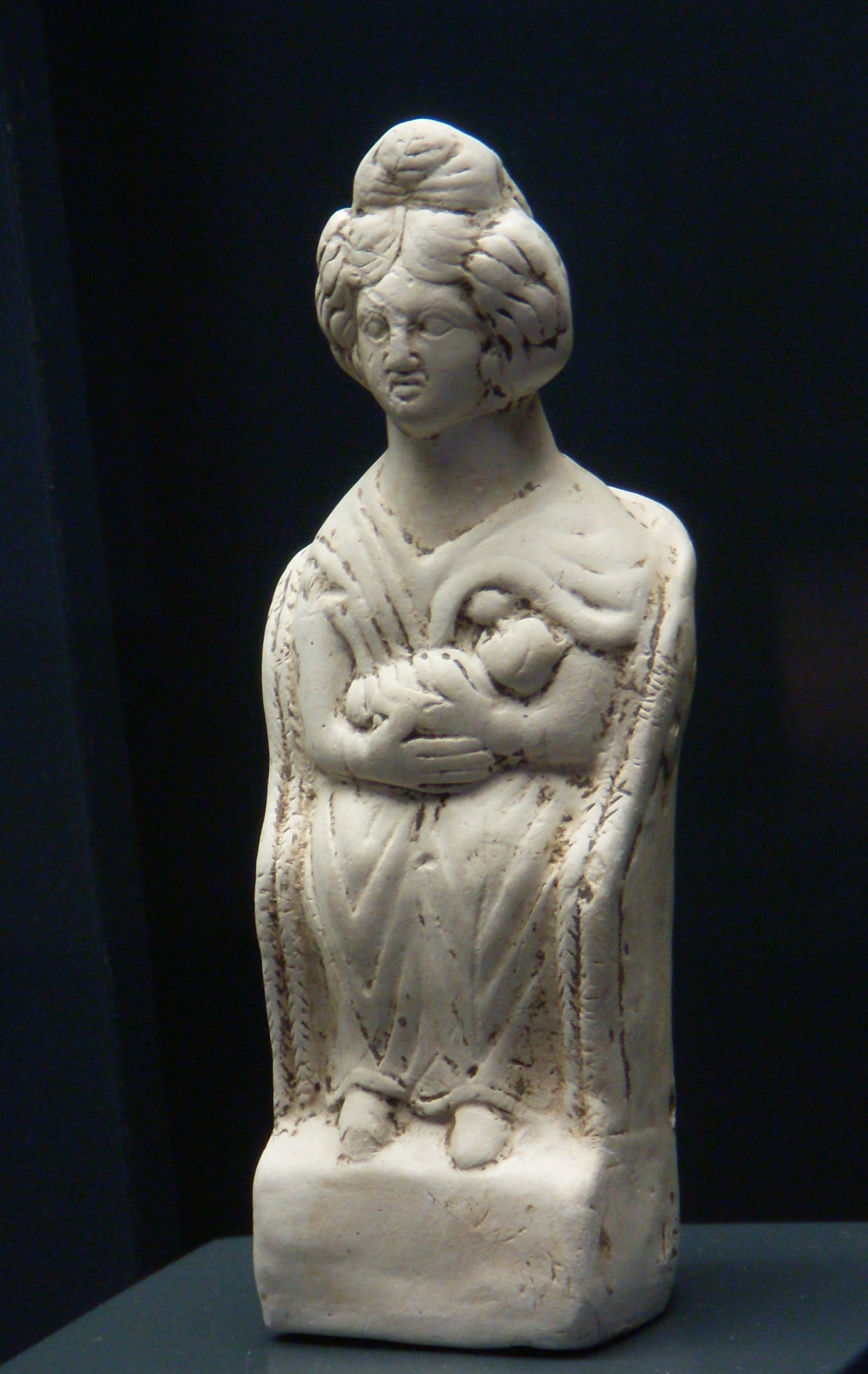
Amme mit gewickeltem Kind, 2. Jh. n. Chr., römische Votivstatuette, Archäologische Staatssammlung, München

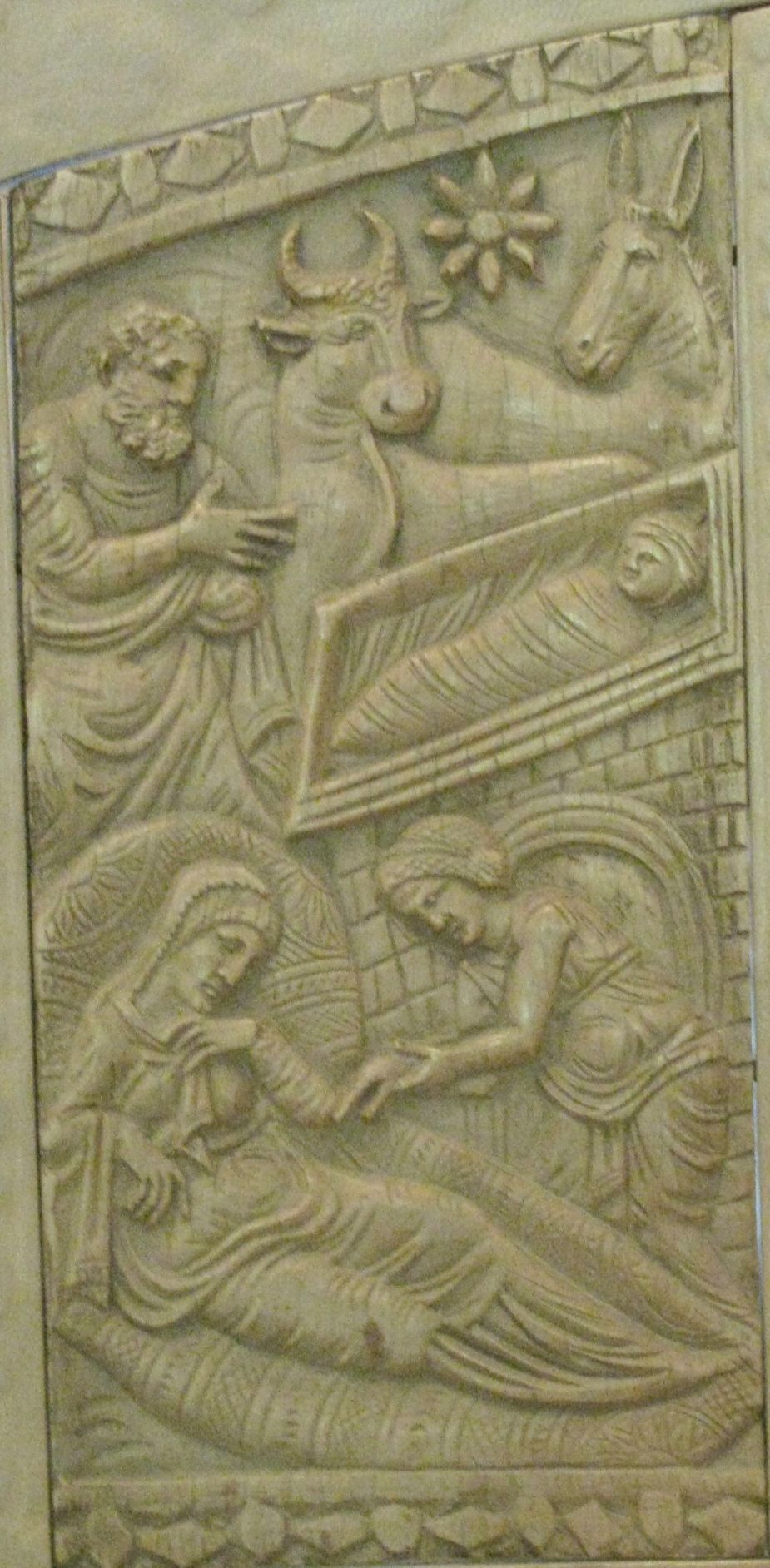
Geburt Christi, 6. Jh. n. Chr., Elfenbeinrelief am Bischofsstuhl des Maximianus von Ravenna

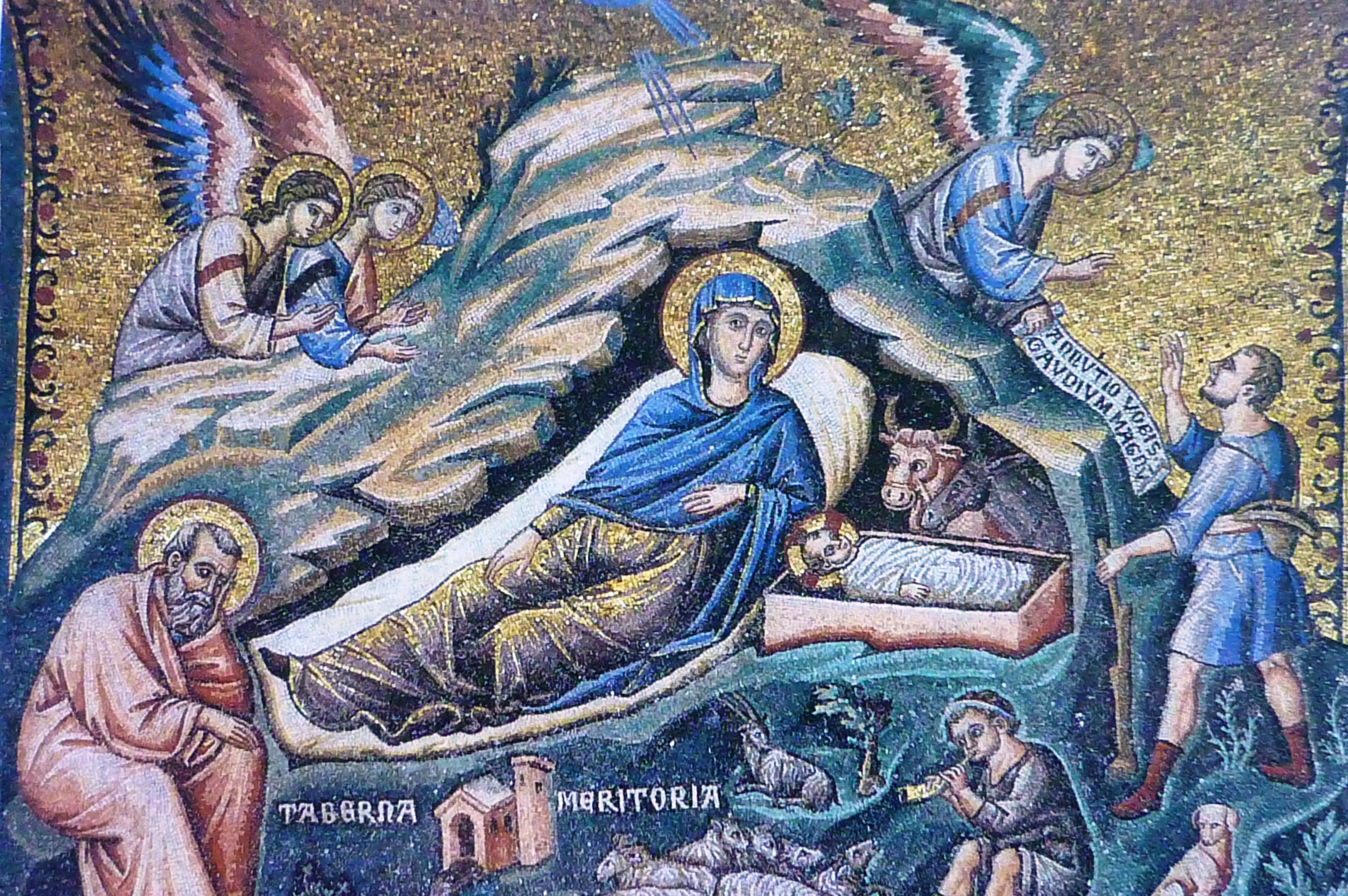
Gewickelter Jesus vor Ochse und Esel, 1291, „Geburt Christi“, Mosaik von Pietro Cavallini (ca. 1250–1330), Santa Maria in Trastevere, Rom

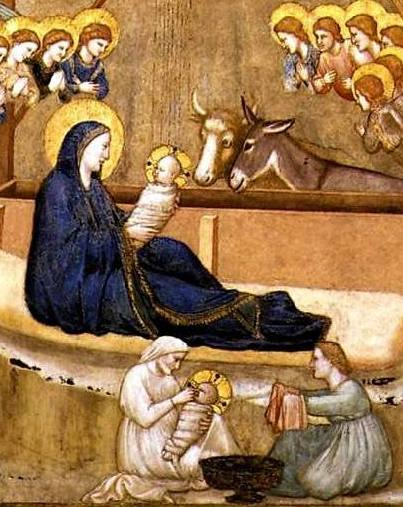
Geburt Christi, 1310, Fresko (Detail) von Giotto di Bondone, San Francesco, Assisi

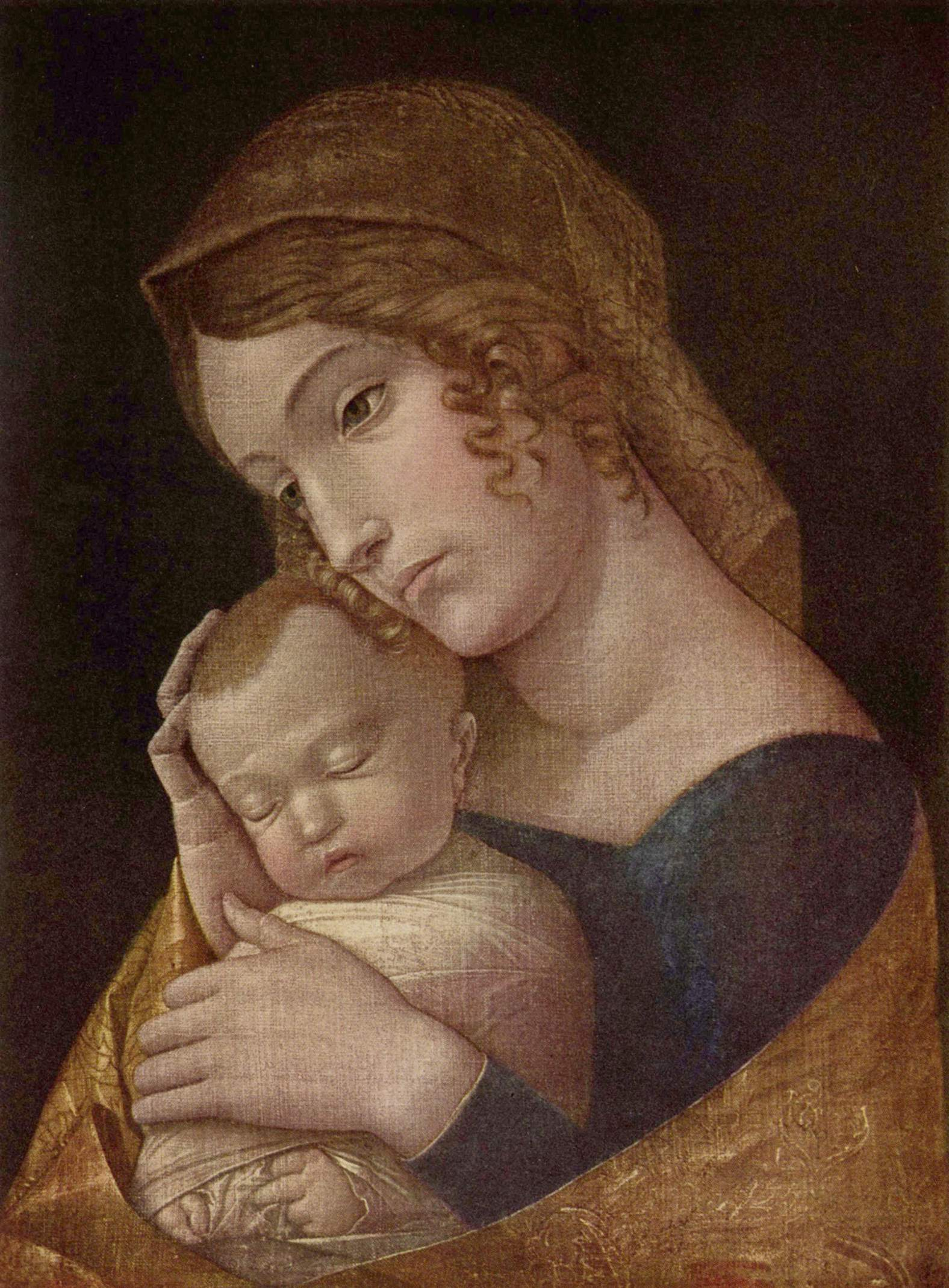
Madonna mit schlafendem Kind, 1465–70, Gemälde von Andrea Mantegna (1431–1506)

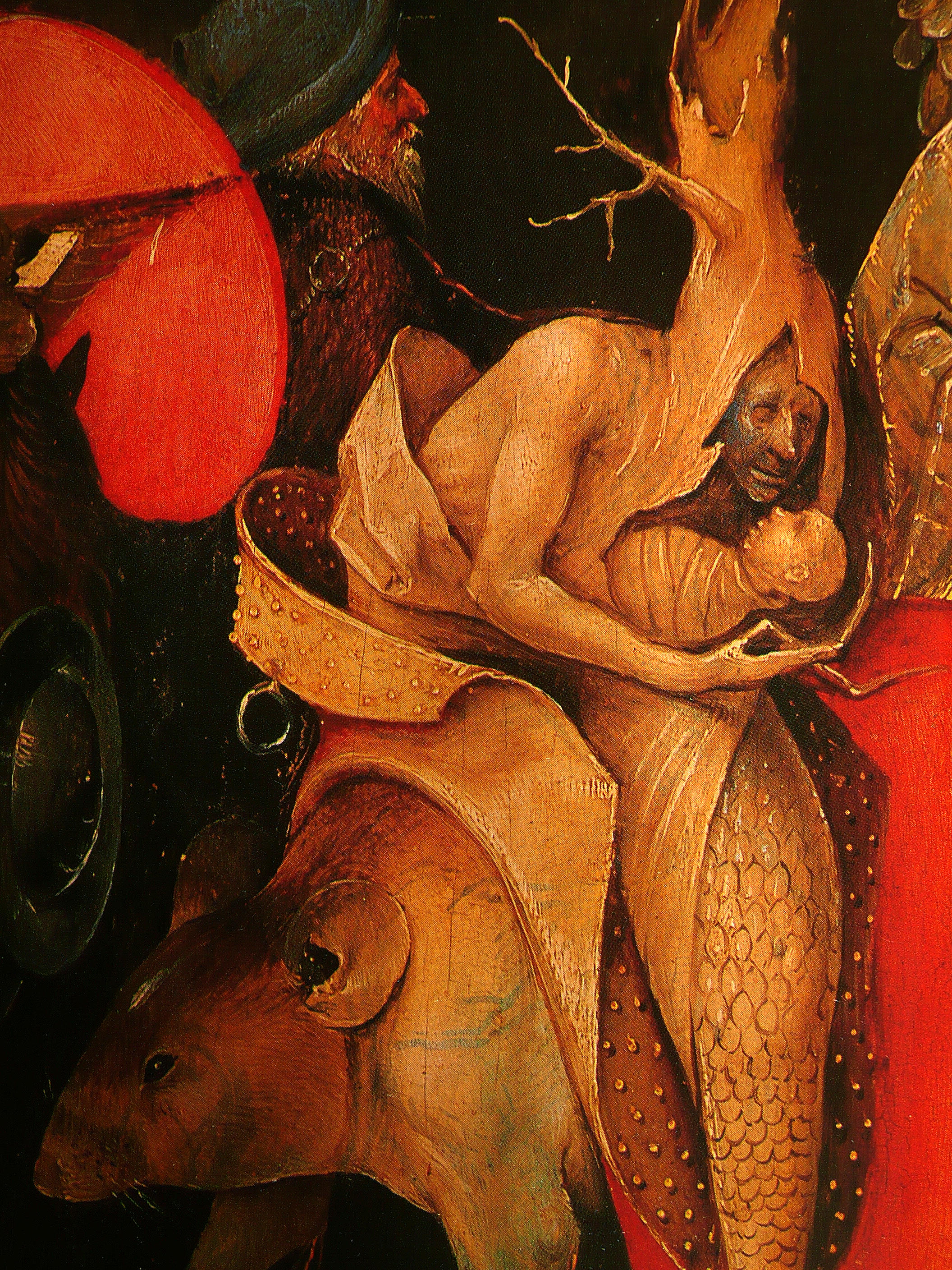
Gewickeltes Baby, Ausschnitt aus „Die Versuchung des heiligen Antonius“ 1505–1510 (Mitteltafel eines Triptychons) von Hieronymus Bosch (ca. 1450–1516). Museu Nacional de Arte Antiga, Lissabon

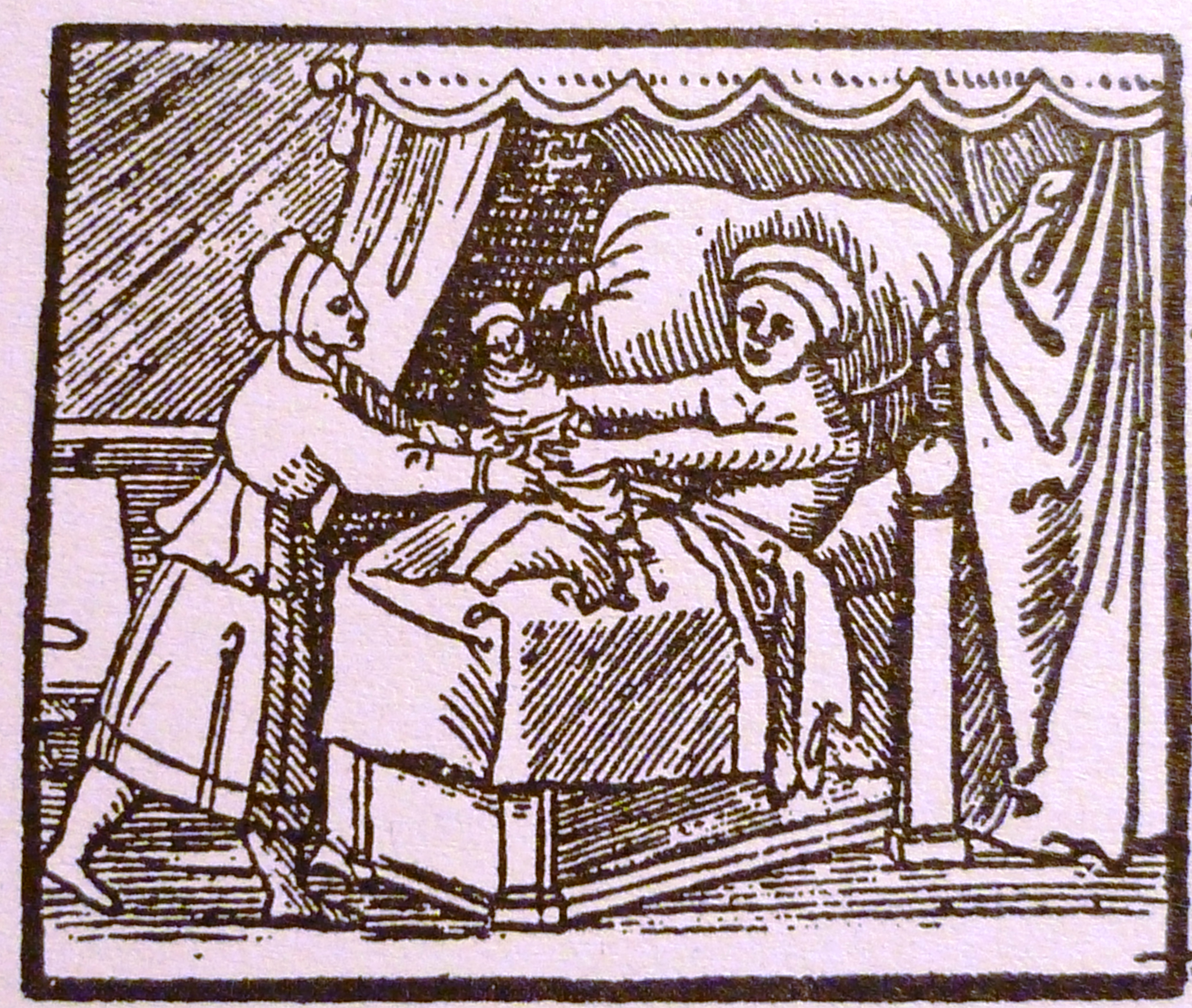
Gewickeltes Baby wird der Amme übergeben, 1549, Titelblatt von Bartholomäus Metlingers „Regiment der jungen Kinder“ in der Edition von 1549

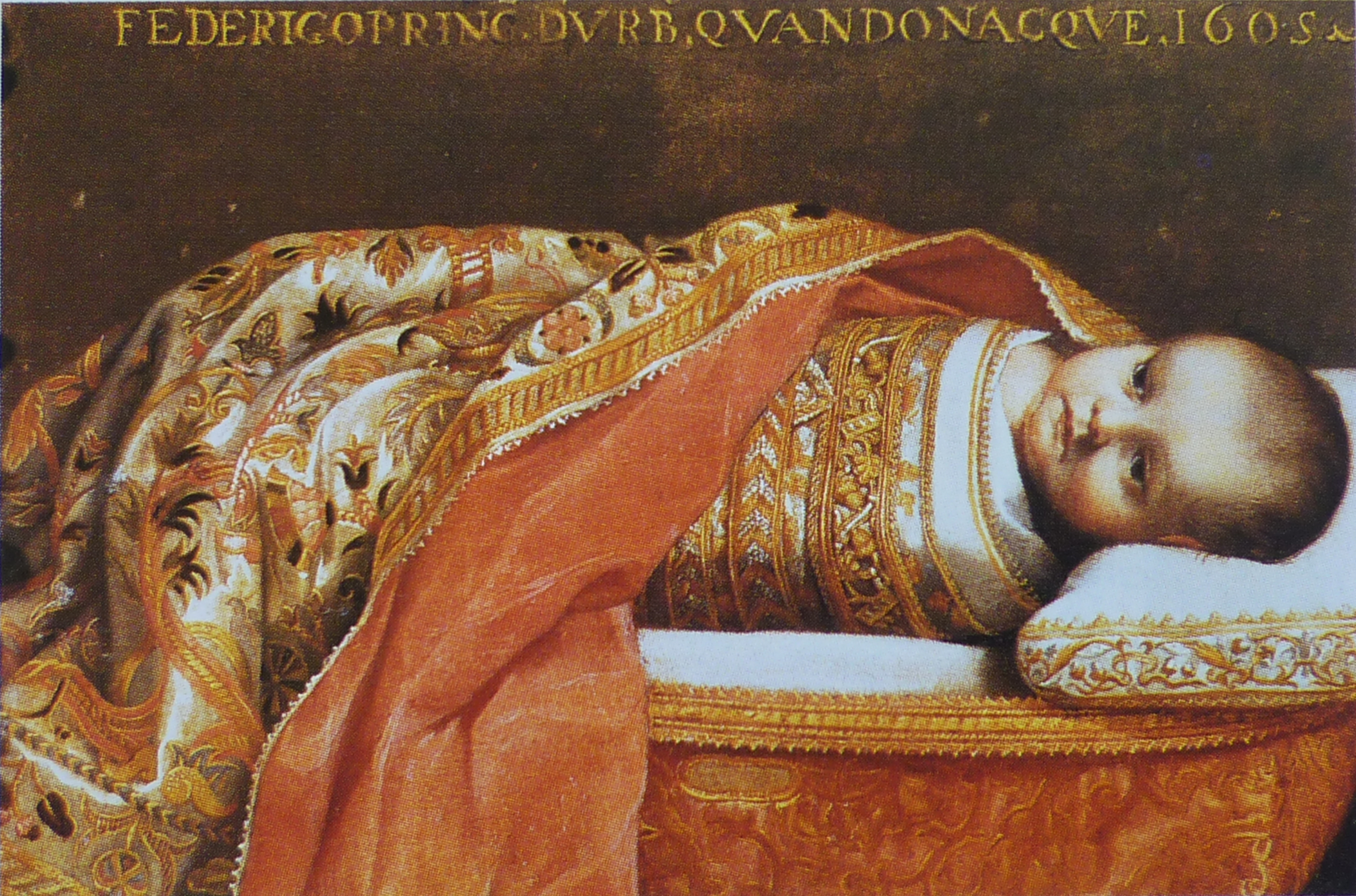
Der gewickelte Prinz von Urbino in der Wiege, 1605, Gemälde von Federico Barocci (1528–1612)

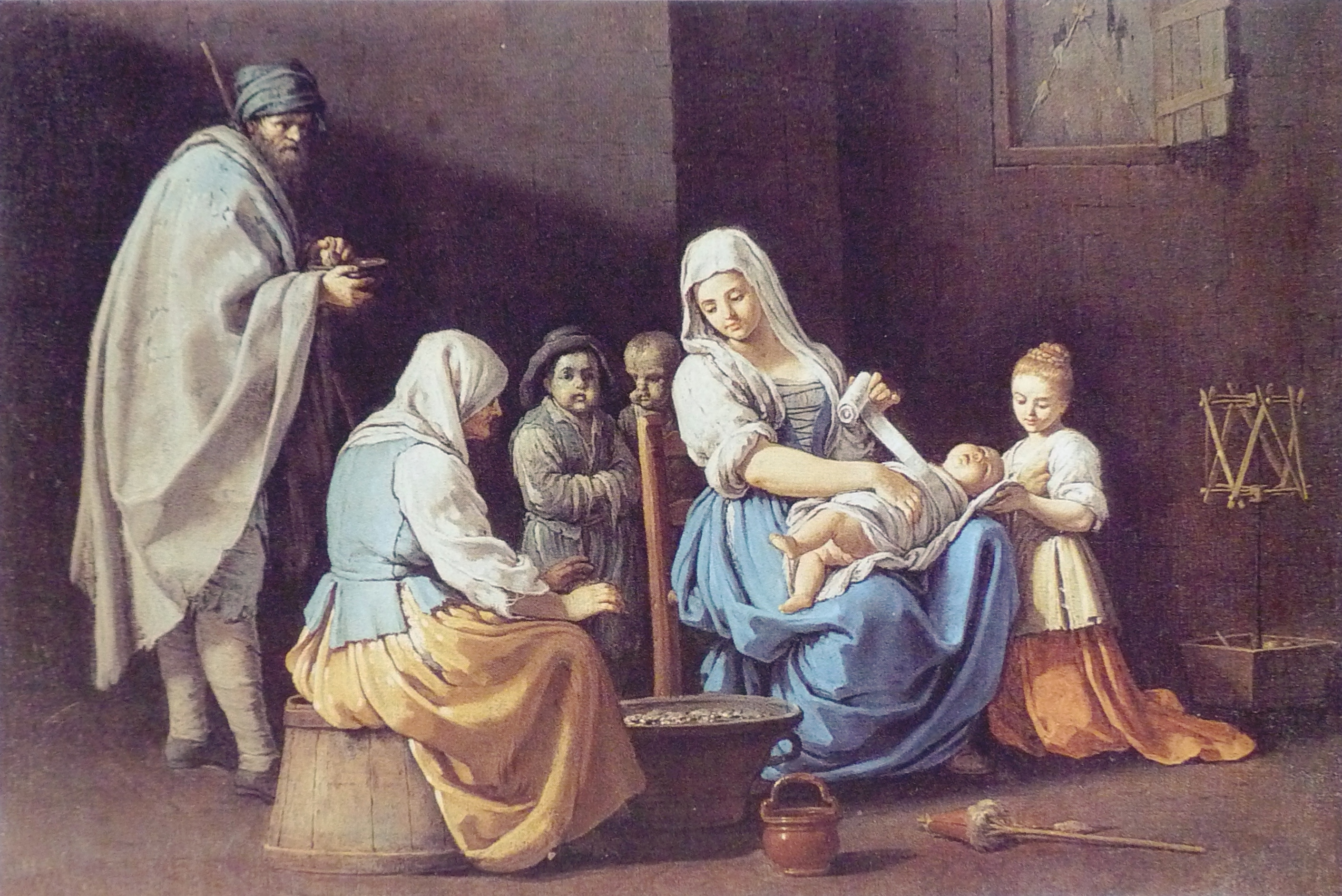
Mutter und Kind wenden beim Wickeln den Blick voneinander ab, nach 1721, „Der Winter“ von Giuseppe Gambarini (1680–1725)

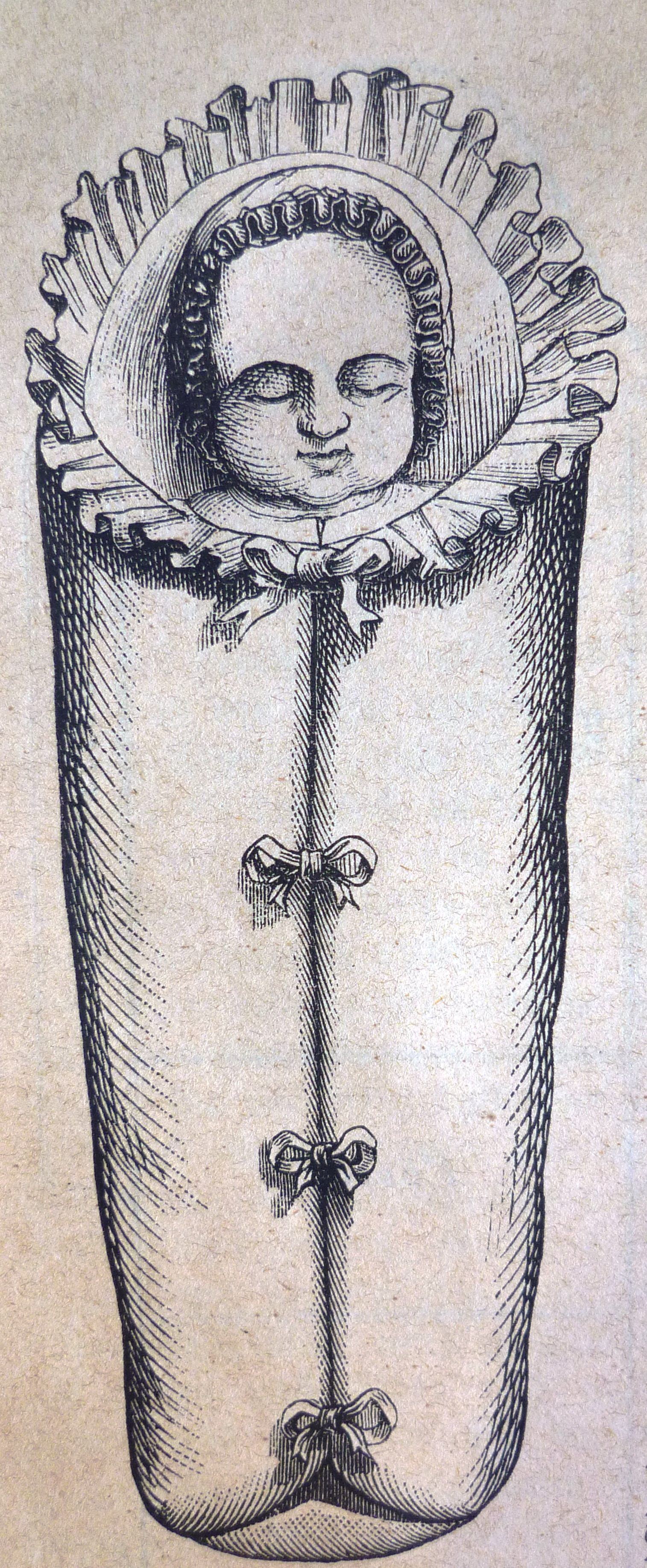
Gewickeltes Kind im „Wickelbett“, 1878: aus Rittershain (1878), S. 24

### Vorzeit und Antike
Verschiedene Autoren vermuten, dass die Praxis bereits im Paläolithikum erfunden wurde. In Europa finden sich erste Nachweise dieser Praxis aus der Vorgeschichte in Form von Votivgaben, Idolen und Grabbeigaben: Die ältesten Abbildungen gewickelter Kinder stammen von Kreta und Zypern. Die Votivgaben und Idole sind 4000 bis 4500 Jahre alt.
Etwa 600 Jahre vor Christus schrieb der Prophet Ezechiel vom Salzen und Wickeln des Neugeborenen. Laut Hippokrates (ca. 460 – ca. 370 v. Chr.) haben die Ägypter ihre Kinder gewickelt.  Es fehlen bislang aber weitere Belege für diese Angabe.
In der griechischen und römischen Antike war Wickeln die übliche Behandlung des Neugeborenen. Die bei weitem ausführlichste Beschreibung einer Wickelmethode in der Antike stammt von dem griechischen Arzt Soranus von Ephesus (um 100 n. Chr.), einer zentralen medizinischen Autorität der Antike. Er praktizierte in Rom. Nach der Geburt wurde das Kind gewaschen, abgenabelt und mit Salz bestreut. Dann folgte das für Soranus unerlässliche Wickeln des Kindes. Nach antiken Auffassungen war der Babykörper weich und formbar. Daher sollte das Kind durch die Wickelbänder körperlich geformt werden. Jedes einzelne Körperglied des Kindes wurde in der Antike gewickelt, danach der ganze Körper, der so in eine unbewegliche Streckstellung gebracht wurde. Anschließend wurde es in eine Wiege gelegt, die bereits im Altertum verwendet wurde. Laut Soranus sollte das Baby etwa 40 bis 60 Tage lang gewickelt werden. Soranus beschrieb den Wickelvorgang folgendermaßen:
„Man nehme nun das Ende der Binde und lege es am Vorderarm an, wickle sie dann ringsherum um die gestreckten Finger, den Vorderarm, den Ellenbogen und Oberarm, dabei ziehe man sie an den Handknöcheln ruhig stramm an, lockerer aber an den übrigen Theilen bis zur Achsel. Ebenso verfahre man bei der Einwicklung der anderen Extremität; den Rumpf umwickle man mit einer breiteren Binde und zwar so, dass man bei den männlichen Kindern die Binde überall gleichmassig stramm zieht, dagegen bei den weiblichen die Gegend der Brustwarzen etwas enger schnürt, die Hüftgegend dagegen locker lässt. Denn diese Methode eignet sich besser für das weibliche Geschlecht. (…) Die Einhüllung in die Binden soll sich bis zu den Fingerspitzen erstrecken, sie soll locker sein an den Schenkeln und Waden, dagegen kompress an den Stellen des Knies und der Kniekehle, an den Fussrücken und den Knöcheln. Auf solche Weise werden die Füsse an der Spitze breiter und der Mittelfuss wird schmäler. Danach lege man die Arme an die Seiten, die Füsse an einander und umwickle dann das ganze Kind von der Brust bis zu den Füssen mit einer breiten Binde. Dadurch, dass die Hände eingefatscht werden, gewöhnen sie sich an die gestreckte Haltung.“
Wickeln scheint Teil antiker Geburtsriten gewesen zu sein. Neben der auch rituell zu verstehenden Funktion, dem Kind eine Form zu geben, sollte es ermöglichen, dass bereits das Neugeborene aufrecht stehen konnte und so aus einem animalischen Wesen auf magisch-symbolische Weise ein Mensch wurde. Bereits in der Antike war Wickeln Thema der bildenden Kunst (Votivgaben, Idole, Darstellungen von Sagenfiguren).

### Mittelalter
Wickeln war über das gesamte Mittelalter verbreitet. Es war seit der Antike mit dem Ammenwesen verknüpft. Auch im Mittelalter wurden viele Kinder von Ammen betreut. Das Wickeln war für die Ammen eine leicht anwendbare Methode zur Ruhigstellung des Kindes. Die medizinischen Autoritäten des Mittelalters waren noch weitgehend von Soranus’ Ansichten beeinflusst. Auch sie argumentierten bei der Begründung des Wickelns praktisch ausschließlich damit, dass der Körper des Neugeborenen weich und formbar sei und daher eine Formung benötige. Bartholomaeus Anglicus wollte durch Wickeln Verdrehungen der Glieder verhindern. Etwa um das Jahr 1250 schrieb er in seinem Werk Über die Ordnung der Dinge:
„Die Glieder des Kindes haben wegen ihrer Zartheit eine fließende Struktur und nehmen verschiedene Gestalt an, und deshalb müssen die kindlichen Glieder mit Windeln oder anderen passenden Binden gefesselt werden (sunt liganda), damit sie nicht ganz verfallen oder eine andere Verformung erleiden.“
Vinzenz von Beauvais empfahl zudem eine Formung von Kopf, Nase und Stirn. Heinrich Laufenberg und Paulus Bagellardus sprachen sich sehr ähnlich für Notwendigkeit des Wickelns aus. Im ersten deutschsprachigen Werk über Pädiatrie, Regiment der jungen Kinder von 1473, empfahl der Augsburger Arzt Bartholomäus Metlinger (ca. 1440–ca. 1491): „Wenn man das Kind fatschen will, so soll man die Glieder des Kindes sanft anfassen. Was zu strecken ist, das soll man strecken wie die Arme nach der Länge des Leibes. Desgleichen die Füße und dann genauso wickeln.“
Die Dauer des Wickelns, gemessen am Lebensalter des Kindes, lässt sich für das Mittelalter kaum rekonstruieren. In Heiligenviten finden sich Hinweise darauf, dass es mitunter gut ein Jahr durchgeführt wurde. Die Praxis des Wickelns wurde in zeitgenössischen Gemälden, Gedichten und theologischer Literatur thematisiert. So beschrieb die Mystikerin Birgitta Birgersdotter (1303–1373), genannt Birgitta von Schweden, ganz präzise die Wicklung des Jesuskindes nach einer Vision am Weihnachtsfest des Jahres 1372. Diese berühmte Vision war Ausgangspunkt eines neuen Bildtypus, der das neugeborene Jesuskind auf dem kalten Boden liegend beschrieb. Erst nach dieser Szene erfolgte das Wickeln. Auch andere Mystikerinnen befassten sich mit dieser Praxis. Von der Mystikerin Mechthild von Hackeborn (1241–1299) wird eine Vision berichtet, in der der neugeborene und gewickelte Jesus gesagt habe:
„Da ich in der Welt geboren ward, wurde ich von Stunde an gebunden mit Tüchlein, also daß ich mich nicht bewegen mochte, zu einem Zeichen, daß ich mich ganz, mit allen Gütern, die ich mit mir von dem Himmel brachte, in die Gewalt des Menschen gegeben habe zu seinem Nutzen. Denn, wer gebunden ist, hat keine Gewalt und vermag sich nicht zu wehren, und ihm mag genommen werden Alles, was er hat.“
Nicht nur in der Literatur, auch in der bildenden Kunst finden sich zahlreiche Reflexe auf die Wickelpraxis. So stellte Giotto di Bondone (1266–1337) die schmerzhafte Formung der Nase des gewickelten Jesuskindes dar, und Hieronymus Bosch (ca. 1450–1516) malte ein Wickelkind in den Klauen einer beängstigenden Mutterfigur.
Die vielleicht anmutigste Darstellung eines gewickelten Kindes stammt von Andrea Mantegna (1431–1506).

### Neuzeit
Die Praxis des Wickelns wurde in Europa seit der Antike kontinuierlich beibehalten, allerdings änderten sich die jeweiligen Begründungen für die Wickelpraxis. Der französische Arzt François Mauriceau (1637–1709) schrieb beispielsweise im Jahr 1668:
„Das Kind muss daher gewickelt werden, damit seinem kleinen Körper eine gerade Gestalt gegeben wird, die für den Menschen die geziemendste und schicklichste ist, und damit es daran gewöhnt wird, sich auf seinen Beinen zu halten; denn ohne diese Maßnahme würde es sich auf allen Vieren bewegen wie die meisten anderen Tiere.“
In der Frühen Neuzeit scheint die Idee entstanden zu sein, dass Wickeln das Baby warmhalten solle. Aus dem Mittelalter sind keine Begründungen überliefert, die das Warmhalten oder Beruhigen des Kindes herausstellen. Der französische Dichter de Sainte-Marthe beschrieb die wärmende Funktion des Wickelns im 16. Jahrhundert in einem Gedicht zum ersten Mal (hier in der englischen Übersetzung des ursprünglich lateinischen Textes):
T’ enwrap the babe, by many circling fold,
In equal lines, and thus defend from cold.
Um das Baby einzuhüllen, wickle es kreisend ein
in gleichmäßigen Linien und schütze es so vor Kälte.
Im 16. Jahrhundert lieferte der schweizerische Wundarzt Felix Würtz (ca. 1500 bis ca. 1598) mit seinem „Kinderbüchlein“ die erste kritische Auseinandersetzung mit dem Wickeln und seinen unmittelbaren Folgen für das Baby:
„Es ist deshalb (wie ich auch zuvor geschrieben habe) auf dem Rücken liegen und so ungebunden strampeln das allerbeste für alle Kinder, gleichermaßen ob sie gar jung oder auch etwas älter sind, nach der Zeit, da sie vor ihren Händen und Füßlein nicht mehr erschrecken. Wenn sie aber (so) jung sind, daß sie ihre eigenen Händlein und Füßlein noch fürchten und davor erschrecken, soll man diese Kinder nicht so ungebunden liegen lassen.“
Obwohl Würtz sich für eine gemäßigte Form des Wickelns aussprach, stellt seine Arbeit insgesamt den Auftakt für die Abschaffung des Wickelns dar. Er ließ sich Wickeln von den Ammen zeigen und leitete daraus entstandene Schäden für das Kind ab. Er argumentierte dabei unter Berücksichtigung der Empfindungsfähigkeiten des Kindes. Würtz’ Auffassungen blieben lange ohne praktische Folgen. Erst am Ende des 17. Jahrhunderts sprach sich der englische Philosoph John Locke gegen das Wickeln aus. Es setzte ein grundlegender Wandel der Einstellungen gegenüber dem Wickeln ein. 150 Jahre nach Würtz’ Tod sprach sich der englische Arzt William Cadogan (1711–1797) für die völlige Abschaffung des Wickelns aus. In seiner Abhandlung „An Essay upon Nursing and the Management of Children, from their Birth to Three Years of Age“ von 1748 äußerte er seine Auffassung von einer zeitgemäßen Pflege der Kleinkinder:
„But besides the Mischief arising from the Weight and Heat of these Swaddling-cloaths, they are put on so tight, and the Child is so cramp'd by them, that its Bowels have not room, nor the Limbs any Liberty, to act and exert themselves in the free easy Manner they ought.“
„Abgesehen von dem Schaden, der vom Gewicht und der Hitze dieser Wickelkleider herrührt, werden sie so stramm angelegt und das Kind wird so sehr von diesen eingeengt, daß weder seine Eingeweide Platz, noch seine Glieder irgendwelche Freiheit haben, um zu handeln und bewegt zu werden in der freien und leichten Weise, die sie haben sollten.“
Seiner Meinung schlossen sich zahlreiche Ärzte an, beispielsweise der schwedische Arzt Rosén von Rosenstein. Jean-Jacques Rousseau war wohl vom ärztlichen Diskurs beeinflusst und verglich das Wickeln 1762 in seinem Erziehungsroman Emile mit Fesseln, wobei er dieses Bild unmittelbar von Buffon übernahm. Bereits in der Antike hatte Plinius d. Ä. das Wickeln mit Fesseln verglichen.
Die Ärzte spielten bei der Abschaffung des Wickelns eine bedeutende Rolle. Ab dem 18. Jahrhundert trugen sie Beobachtungen zu entgleisten Wickelformen zusammen und lieferten ein Bild von den unmittelbaren körperlichen Schäden, die dysfunktionales Wickeln anrichten kann: Rosén von Rosenstein beschrieb 1761 den Fall eines Babys, dessen Arm durch Wickelung abgeschnürt war, Jean-Emmanuel Gilibert beschrieb 1770 Entzündungen der Haut infolge von selten gewechselten Windeln. Ähnlich argumentierten die deutschen Ärzte Johann Friedrich Zückert und Christian Augustus Struve im 18. Jahrhundert. Die Position der Aufklärung wurde von Johann Georg Krünitz in der Oeconomischen Encyklopädie vertreten. Er war zwar der Ansicht, dass Kinder nach der Geburt zunächst gewickelt werden müssen, um dem Körper Halt zu geben, jedoch nicht in der damals üblichen Art des „Einschnürens“:
„Es ist die größte Grausamkeit, ein Kind etliche Stunden lang in die engesten Bande einzuschlagen, um ihm die freye Bewegung der Glieder zu nehmen. (…) Das bleiche Gesicht, der magere Körper, und das sieche Leben der in Banden eingekerkert gewesenen Kinder, beweisen genug, wie vielen Schaden die Eingeweide dadurch leiden (…) Es ist nicht zu verwundern, wenn die Kinder in diesen Fesseln den ganzen Tag traurig sind, und ausser dem Schlafe ihre Zeit mit Weinen zubringen.“
Krünitz empfahl, das Baby schon nach ungefähr zwei Wochen nur noch locker zu wickeln, damit es sich bewegen kann. Die veränderte Haltung von Ärzten und Intellektuellen führte dazu, dass ab dem 18. Jahrhundert in verschiedenen Ländern und Regionen von Westeuropa das Wickeln schrittweise abgeschafft wurde. England nahm bei der Abschaffung des Wickelns sicher eine führende Rolle ein. Weite Teile der Bevölkerung von England und der Einwanderer in Amerika hörten mit dem Wickeln Ende des 18. Jahrhunderts auf, Frankreich folgte im 19. Jahrhundert und Deutschland im 20. Jahrhundert, wobei ländliche Regionen jeweils erheblich länger diese Praxis beibehielten. Trotz der aufklärerischen Kritik am strammen Wickeln hielt es sich in Deutschland besonders lange. Im Jahr 1877 erschien in einem englischen Magazin ein Artikel, in dem ein deutsches Baby als „klägliches Objekt“ bezeichnet wird, das bis zu seinem sechsten Lebensmonat wie eine Mumie eingewickelt werde und nur kurz zum Wechseln der Windeln von seinen Bandagen befreit werde. Noch in der zweiten Hälfte des 19. Jahrhunderts wurde in Deutschland das Steckkissen verwendet, eine Art wattierter Leinenschlafsack. Das Baby wurde „hineingesteckt“, der Körper einschließlich der Arme fest gewickelt. Anfang des 20. Jahrhunderts wurden dabei schließlich die Arme frei gelassen. Vereinzelt gab es Fälle von traditionellem Wickeln im Deutschland der 70er Jahre.

### Heutige Situation
Die heutige Verbreitung von strammem Wickeln gesunder und reifer Babys in den Familien in Westeuropa ist unklar. Angeblich wachse die Popularität des Wickelns in den USA, Großbritannien und den Niederlanden. In einer britischen Stichprobe zeigte sich, dass 19,4 % der Babys nachts gewickelt wurden. In Deutschland wird das Wickeln von Neugeborenen nicht als Routinepflegemaßnahme eingesetzt und erfährt wenig Akzeptanz.
Außerhalb Westeuropas ist Wickeln nach wie vor stark verbreitet. Statistische Angaben hierzu sind allerdings selten. Für die Türkei ist bekannt, dass 93,1 % aller Kinder im Jahr 1978 auf traditionelle Weise gewickelt wurden. Aufgrund der Auswertung der Human Relations Area Files (HRAF) kamen Wissenschaftler zu dem Ergebnis, dass 39 % aller dokumentierten zeitgenössischen nicht-industrialisierten Kulturen Wickeln praktizieren; weitere 19 % verwenden andere Methoden der Bewegungseinschränkung von Kleinkindern.

#### Pucken
Das Einwickeln von Babys wird mittlerweile häufig als „Pucken“ bezeichnet. Es gibt dabei aber keinerlei Richtlinien zur Dauer dieser Pflegepraxis oder zur Festigkeit in der Ausführung. Die Praktiker wie Hebammen und Autoren von Ratgeberbüchern beschreiben sehr unterschiedliche Vorgangsweisen im Umgang mit dem Einwickeln. So empfehlen manche Ratgeberautoren das „Pucken“ für normal entwickelte Babys bis zu einem Jahr, andere für maximal ein halbes Jahr und dann nur bei sogenannten Schreikindern. In der populären Ratgeberliteratur werden derartige Verfahren auch für reife Babys häufig empfohlen, meist ohne wissenschaftliche Evidenz. Seriöser wirken Aussagen zum Einsatz dieses Verfahrens bei hirngeschädigten Babys oder Frühgeborenen. Hierbei wird das Wickeln extrem stark gegenüber den traditionellen Formen modifiziert. Das traditionelle Wickeln erfolgte vorwiegend durch ein tatsächliches Einwickeln des Babys in lange Stoffbänder. Die Anwendung dieser textilen Hilfsmittel wird in Westeuropa und den Vereinigten Staaten nicht mehr erwähnt. Zum Einsatz kommen Tücher und Textilien mit Klettverschluss. Da mitunter auch nur die Verwendung von schlafsackähnlichen Textilien als „Pucken“ bezeichnet wird, bleibt letztlich unklar, was mit dieser neudeutschen Wortschöpfung genau bezeichnet wird.
Die neudeutsche Bezeichnung „Pucken“ ist ein Wort unklarer Provenienz, das sich im deutschen Sprachraum zu etablieren beginnt. Damit bezeichnet man wohl weniger das historisch altbekannte stramme Einwickeln des Babys, sondern eher modifizierte Versionen dieser Praxis und sogar die Verwendung schlafsackähnlicher Textilien ohne unmittelbare Bewegungseinschränkung des Kindes. Das Wort „Pucken“ könnte aus dem Niederdeutschen stammen. Das Verb „pucken“ bedeutet (1) mit einem Beutelchen betupfen, in dem Mehl enthalten ist, und (2) mit dumpfem Schall zu Boden fallen (insbesondere Obst). Der „Pucken“ (Nomen) bedeutet (1) Packen oder Bündel und (2) Sachen, die in ein Tuch eingebunden sind. Im Mittelniederdeutschen verstand man unter „puck“ oder „puicklaken“ ebendieses Tuch. Vermutlich wurde aus diesen etymologischen Bestandteilen das moderne Wort „Pucken“ gebildet.

#### Wickeln unreifer oder gesundheitlich gefährdeter Babys
Insbesondere zur Verhinderung des Plötzlichen Kindstods (SIDS) und zur Beruhigung exzessiv schreiender Babys mit sog. „Koliken“ wird Wickeln mancherorts in der Neugeborenenpflege angewandt.
In ausgesprochen stark modifizierter Form wird Wickeln bei Vorliegen einer medizinischen Indikation (etwa bei frühgeborenen Kindern) angewendet. Wie weiter oben ausgeführt, ist dieses Wickeln in der Ausführung und von der beabsichtigten Wirkung her etwas völlig anderes als strammes oder traditionelles Wickeln: Die gebeugten Arme werden so gelagert, dass die Hände am Mund des Babys liegen und auf diese Weise eine Selbstberuhigung möglich ist.